# سرنواری برمه‌ای
سرنواری برمه‌ای (نام علمی: Melogale personata) نام یک گونه از سرده سرنواری است.